# 葉山リカ
葉山 リカ（はやま りか、1984年7月16日 - ）は、日本のAV女優。

## 略歴
2004年にドリームチケット初の専属女優としてAVデビュー。スタイルが良く、いわゆるロリコンマニアに好まれる愛らしい容貌で知られる。
専属時代には単体作品は葉山リカとして、レズもの作品は佑梨恵として出演したが、専属を離れてからはレズもの作品も葉山リカとして出演している。

## 作品

### アダルトビデオ
2004年
- 「葉山リカ、デビュー。」 （10月6日、ドリームチケット）
- オンナ好き I LOVE…LADY． VERY VERY LADY． （10月6日、ドリームチケット）
- 夢の風俗パラダイス [ココロとカラダの休憩所] （11月3日、ドリームチケット）
- 女子高生ハレンチ学園 （12月1日、ドリームチケット）
- 女教師レズ学園 （12月1日、ドリームチケット）

2005年
- 挑発的美脚アングル （1月7日、ドリームチケット）
- リカちゃん人形 （2月10日、ドリームチケット）
- 僕を欲しがるエロ先生 （3月10日、ドリームチケット）
- Gothic Lesbian（ゴシックレズビアン） （3月10日、ドリームチケット）
- 変態歯科医 葉山りか （5月20日、タカラ映像）
- 女子校生拉致監禁 26 （7月15日、ゴーゴーズ）
- コスプレ★えっち リカ （7月22日、GLAY'z）
- 騎乗位ナースだぴょん!2 （8月18日、ディープス）オムニバス作品
- ホテルの廊下やフロントで公然ワイセツ （8月18日、甲斐正明事務所（ブリット））オムニバス作品
- 街角でスカートの脇の切れ目に手を入れて指マンするのが最高 （8月25日、ホットエンターテイメント）オムニバス作品
- 美人グラビアアイドルがレズ監督 （8月25日、ホットエンターテイメント）
- 集団痴女オフィス （9月1日、アイデアポケット）
- 街でうわさの中出しギャル3 （9月13日、隼エージェンシー）オムニバス作品
- 潮吹き中出し女子校生 （9月16日、TMA）オムニバス作品
- 乗馬マシンSEX （9月20日、ホットエンターテイメント）オムニバス作品
- 自称ちんちん好きを極限までちんちん地獄に追込む （9月22日、甲斐正明事務所）
- 清純桜学園 Be insulted （9月23日、イーパワー）
- 院内ご奉仕 （10月7日、タカラ映像）オムニバス作品
- m女発覚 （10月14日、タカラ映像）
- 女子校生強制中出し VII （11月11日、隼エージェンシー）オムニバス作品
- 歯科助手のきれいなお姉さんがしてあげる （11月15日、ジェイモデル）
- 美少女エプロン （12月4日、タカラ映像）オムニバス作品
- オナニスト ［第十二章］ （12月5日、隼エージェンシー）オムニバス作品
- Hなメイド喫茶にようこそ! （12月22日、シャイ企画）オムニバス作品

2006年
- フェラコレ2006冬 （1月13日、隼エージェンシー）オムニバス作品
- 悶々モミモミ!女子高生痴漢バス （1月19日、クロス）オムニバス作品
- Dirty Lips 2 （2月3日、アウダースジャパン）
- こだわりの手コキ 40人のハンドメイド（2月10日、隼エージェンシー）オムニバス作品
- D LIPs-HIGH SCHOOL　（3月10日、アウダースジャパン）
- 極上4時間 手淫＆舌淫SP3 怒涛の50連発+バイブ攻め発射10連発（3月10日、隼エージェンシー）オムニバス作品
- フェイス/ステイナイト （4月14日、TMA）
- ワンピース黒タイツ。 （6月19日、クロス）オムニバス作品
- 男子○学生 7月夏休みSP号! （7月20日、SODクリエイト）
- ふたなり乱交 （8月4日、甲斐正明事務所（ブリット））
- 女だらけの世界 VOL.12 淫乱奔放な5人のギャル編 （9月1日、MOODYZ）
- クラブで逆ナンした男をラブホテルへ連れ込め!! （9月7日、甲斐正明事務所）オムニバス作品
- 彼女のカノジョと*14 葉山リカ&小西あん （12月1日、ゴーゴーズ）

2007年
- 人妻の情事6 夫以外の男に中出しされた妻たち （1月13日、隼エージェンシー）オムニバス作品
- 監禁中出し （1月19日、BRAVO）オムニバス作品
- こだわりの手コキ 4時間SP 3 40人のハンドメイド （2月10日、隼エージェンシー）オムニバス作品
- 犯られた人妻たち 4 中出しされる5人の人妻（2月16日、Nadeshiko（なでしこ））オムニバス作品
- フェラマニア Vol.2（2月19日、BRAVO）オムニバス作品
- オナニスト 第16章（3月10日、隼エージェンシー）オムニバス作品
- キスマニアVol.2（4月19日、BRAVO）オムニバス作品

2008年
- 人妻レイプ4時間 II 犯られまくる10人の人妻たち（1月18日 Nadeshiko（なでしこ））オムニバス作品
- 人妻の履歴書 第3章 凍りつく10人の人妻たち （2月9日 隼エージェンシー）オムニバス作品

他多数出演。
注）佑梨恵として出演

## TV
- 2ndハウス 第2話 (2006年、テレビ東京)